# Adirondack Red Wings
Adirondack Red Wings byl profesionální americký klub ledního hokeje, který sídlil v Glens Falls ve státě New York. Své domácí zápasy "Rudá křídla" hrála v tamní aréně Glens Falls Civic Center. Celek po celou dobu existence (1979–1999) fungoval jako farma klubu NHL Detroit Red Wings.
Mužstvo čtyřikrát slavilo primát v Calder Cupu. Na stadion, ve kterém zaniklý klub působil, se klání AHL po deseti letech vrátila zásluhou v roce 2009 vzniknutého mužstva Adirondack Phantoms.

## Úspěchy klubu
- Vítěz AHL – 4x (1980/81, 1985/86, 1988/89, 1991/92)
- Vítěz divize – 3x (1985/86, 1988/89, 1993/94)

## Klubové rekordy
Góly: 204, Glenn Merkosky
Asistence: 212, Glenn Merkosky
Body: 416, Glenn Merkosky
Trestné minuty: 1028, Gord Kruppke
Sezon: 7, Greg Joly
Odehrané zápasy: 430, Glenn Merkosky